# Indigofera wightii
Indigofera wightii är en ärtväxtart som beskrevs av Robert Wight och George Arnott Walker Arnott. Indigofera wightii ingår i släktet indigosläktet, och familjen ärtväxter. Inga underarter finns listade i Catalogue of Life.